# Alte Masse und Gewichte (Schweiz)

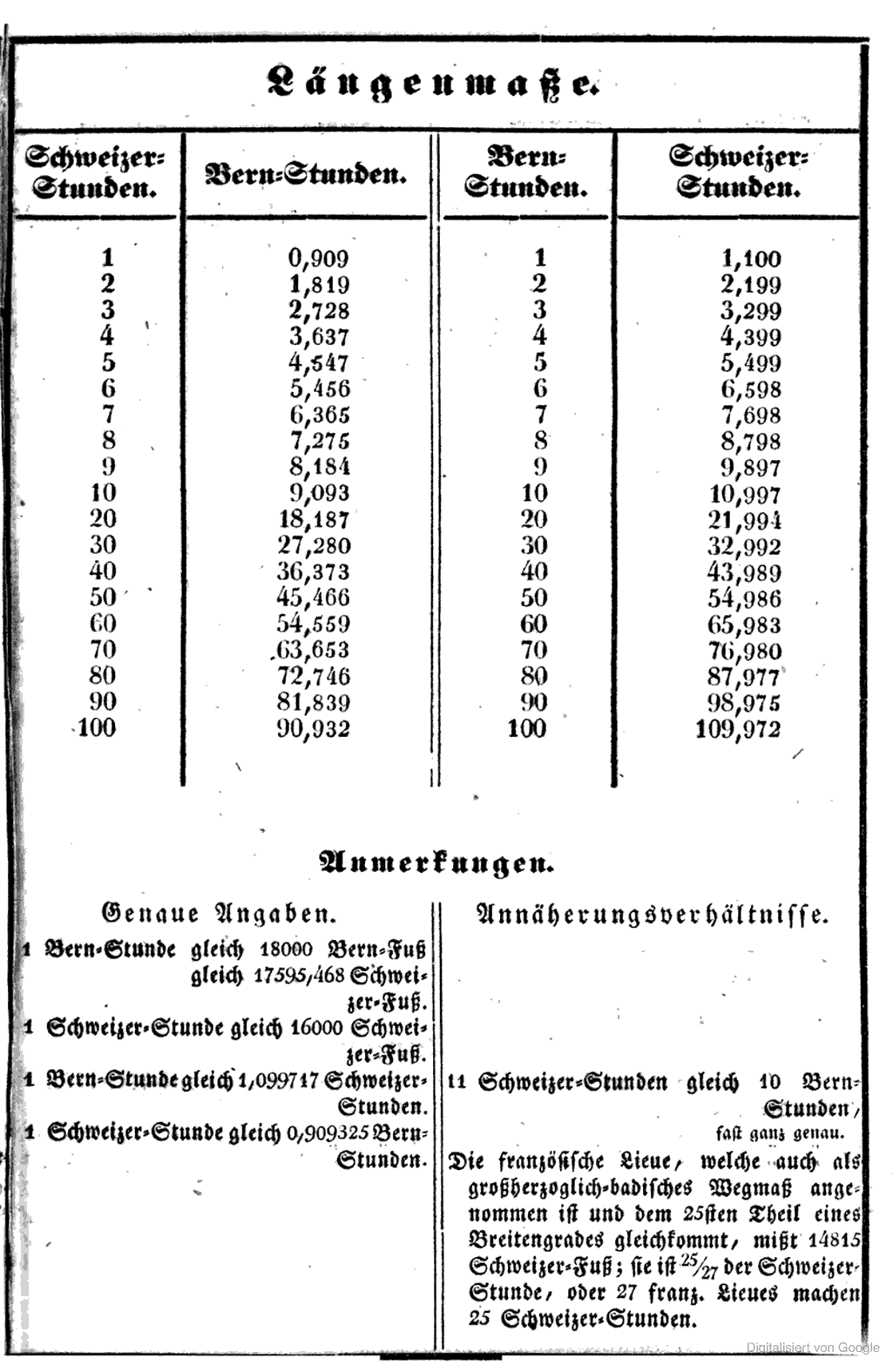
Vergleich von Schweizer und Berner Stunde (1837)

## Das Konkordat von 1835
Mit dem Konkordat über eine gemeinsame schweizerische Maß- und Gewichtsordnung vom 17. August 1835 wurde in der Schweiz das metrische System als Referenz- (nicht Mass-)system eingeführt und die alten Einheiten auf einfache Verhältnisse zu diesem gebracht. Ausserdem sollten die alten Einheiten möglichst in einem dezimalen Verhältnis zueinander stehen; Ausnahmen waren unter anderem die Hohlmasse und das Klafter.
Gültigkeit erlangte das Konkordat in den ganz bzw. überwiegend deutschsprachigen Kantonen Zürich, Bern, Luzern, Glarus, Zug, Freiburg, Solothurn, Basel (Stadt und Landschaft), Schaffhausen, St. Gallen, Aargau und Thurgau, wo es am 1. Januar 1838 bzw. in Glarus am 1. Januar 1839 eingeführt wurde. Mit Bundesgesetz vom 13. März 1851 wurden seine Bestimmungen auf die ganze Schweiz ausgedehnt. Die lateinischen Kantone Genf, Tessin, Waadt und Wallis sträubten sich indes, ihre ganz oder teilweise metrischen Masse wieder aufzugeben, und der Kanton Uri behielt seine vorrevolutionären Masse weiterhin bei.

Die definitive Einführung des metrischen Systems fand durch das Bundesgesetz über Masse und Gewichte von 1875 statt, das auf den 1. Januar 1877 in Kraft trat.

### Längen

#### Gemäss Konkordat
| Strich            | = 1/10 Linie  | = 0,0003 m = 0,3 mm |
| Linie             | = 1/10 Zoll   | = 0,003 m = 3 mm    |
| Zoll              | = 1/10 Fuss   | = 0,03 m = 3 cm     |
| Fuss              | (Basisgrösse) | = 0,3 m = 3 dm      |
| Elle              | = 2 Fuss      | = 0,6 m = 6 dm      |
| Stab              | = 4 Fuss      | = 1,2 m             |
| Klafter           | = 6 Fuss      | = 1,8 m             |
| Rute              | = 10 Fuss     | = 3 m               |
| Stunde, Wegstunde | = 16'000 Fuss | = 4800 m = 4,8 km   |

Elle und Stab können (nur) in Halbe, Viertel und Achtel geteilt werden.

#### Ältere Ellenmasse
Vor der Einführung des Konkordats waren folgende Ellenmasse in Kraft:
Kanton Aargau
- Aarau 1 Elle = 593,87 Millimeter = 263,26 Pariser Linien
- Laufenburg 1 Elle = 597,55 Millimeter = 264,89 Pariser Linien
- Rheinfelden 1 Elle = 548,03 Millimeter = 242,94 Pariser Linien
- Zofingen 1 Elle = 597,39 Millimeter = 264,82 Pariser Linien
- Zurzach 1 Elle = 602,67 Millimeter = 267,16 Pariser Linien

Kanton Appenzell
- 1 Leinwand-Elle = 801,7 Millimeter = 355,4 Pariser Linien
- 1 Woll-Elle = 616,07 Millimeter = 273,1 Pariser Linien

Kanton Bern
- ½ Stab = Elle = 600 Millimeter
- Steinbrecher Fuß = 13 Berner Zoll = 0,317696 Meter

Kanton Freiburg
- 1 Stab = 474,15 Pariser Linien = 1069,6 Millimeter

Kanton Luzern
- 1 Elle = 627,7 Millimeter = 278,26 Pariser Linien

Kanton Neuenburg
- 1 Elle (Aune) = 1 1/9 Meter = 492,5 Pariser Linien

Kanton Solothurn
- 1 Elle = 545,9 Millimeter = 242 Pariser Linien

Kanton St. Gallen
- 1 Leinwand-Elle = 735,4 Millimeter = 326 Pariser Linien
- 1 Woll-Elle im Kanton Zürich

Kanton Schaffhausen
- Kanton 1 Elle = 595,6 Millimeter = 264,03 Pariser Linien
- Stein am Rhein 1 kurze Elle = 590,7 Millimeter = 261,85 Pariser Linien
- Stein am Rhein 1 lange Elle = 699,5 Millimeter = 310,09 Pariser Linien

Kanton Waadt
- 1 Elle (Aune) = 1,2 Meter = 531,955 Pariser Linien

Kanton Wallis

Wie Kanton Waadt

### Flächen

Flächen der Seen in Schweizer-Quadrat-Stunden (Dufourkarte, 1862)

| Quadratzoll    | (Basisgrösse)                               | 0,0009 m² = 9 cm²                   |
| Quadratfuss    | = 100 Quadratzoll                           | = 0,09 m² = 9 dm²                   |
| Quadratklafter | = 6 Fuss × 6 Fuss                           | = 3,24 m² (technische Ausmessungen) |
| Quadratrute    | = 100 Quadratfuss                           | = 9 m² (Feldmass)                   |
| Juchart        | = 400 Quadratruten                          | = 3600 m² = 36 a                    |
| Quadratstunde  | = 16.000 Fuss × 16.000 Fuss = 6.400 Juchart | = 23.040.000 m² = 23,04 km²         |
| Mannsgrab      | = 1/10 Juchart                              | ≈ 2,8 bis 3,4 Ar                    |

### Volumen

#### Volumen
| Kubikzoll    | (Basisgrösse)                 | = 0,000027 m³ = 27 ml                                |
| Kubikfuss    | = 1000 Kubikzolle             | = 0,027 m³ = 27 l                                    |
| Kubikklafter | = 216 Kubikfuss               | = 5,832 m³ (für Heu – siehe Heuklafter – und Abraum) |
| Holzklafter  | = 1 Quadratklafter mal x Fuss | (lokal verschieden, x Ganzzahl oder Halbe)           |

In den Kantonen Genf, Waadt und Freiburg kamen auf der Masseinheit Quarteron basierende Massketten als Getränke- und/oder Getreidemass zum Einsatz.
Genf
| Cuiller   | = 1/16 Quarteron | = 0,1406 Liter              |              |
| Quarteron | = 2 Pots         | = 113 3/7 Pariser Kubikzoll | = 2,25 Liter |
| Setier    | = 24 Quarterons  | = 54 Liter                  |              |
| Char      | = 288 Quarterons | = 648 Liter                 |              |

Waadt
| Quarteron/Gelte | = 10 Emines/Mäßleins | = 100 Copets    | = 680 5/9 Pariser Kubikzoll | = 13 6/13 Liter |
| Sack            | = 10 Quarterons      | = 134,615 Liter |                             |                 |
| Muid/Malter     | = 100 Quarterons     | = 1346,15 Liter |                             |                 |

Freiburg
| Quarteron  | = 6 Emines/Immi | = 201 ¼ Pariser Kubikzoll | = 4 Liter |
| Mäß/Bichet | = 2 Quarterons  | = 8 Liter                 |           |
| Sack       | = 16 Quarterons | = 64 Liter                |           |

#### Hohlmasse, trocken (v.a. Getreide)
| Mässlein            | = ¼ Vierling   | = 0,0009375 m³ = 0,9375 l = 937,5 ml |
| Immi (émine)        | = 1/10 Viertel | = 0,0015 m³ = 1,5 l                  |
| Vierling            | = ¼ Viertel    | = 0,00375 m³ = 3,75 l                |
| Viertel (quarteron) | (Basisgrösse)  | = 0,015 m³ = 15 l                    |
| Mütt, Sack          | = 4 Viertel    | = 0,06 m³ = 60 l                     |
| Malter              | = 10 Viertel   | = 0,15 m³ = 150 l = 1,5 hl           |

Ein Viertel soll genau 30 Pfund destilliertes Wasser bei 3½ °Réaumur (4,375 °C) fassen, was als Zustand grösster Dichte angenommen wurde.
Gemessen wird jeweils mit einem Zylinder, dessen Höhe und Durchmesser gleich gross sind: {\displaystyle V_{Z}={\frac {d^{2}\pi h}{4}}\Rightarrow d=h={\sqrt[{3}]{\frac {4V_{Z}}{\pi }}}}.

#### Hohlmasse, flüssig
| Mass (pot) | (Basisgrösse) | = 0,0015 m³ = 1,5 l        |
| Saum, Ohm  | = 100 Mass    | = 0,15 m³ = 150 l = 1,5 hl |

Die Mass soll genau 3 Pfund reines Wasser fassen. Untereinheiten werden nicht national, sondern nur regional festgelegt und können sowohl durch Halbierung als auch Zehntelung bestimmt werden.
Hier soll der Messzylinders doppelt so hoch wie breit sein: {\displaystyle V_{Z}={\frac {d^{2}\pi h}{4}}\Rightarrow d={\frac {h}{2}}={\sqrt[{3}]{\frac {2V_{Z}}{\pi }}}}.

### Gewichte
| Lot     | = ½ Unze      | = 0,015625 kg = 15,625 g |
| Unze    | = 1/16 Pfund  | = 0,03125 kg = 31,25 g   |
| Pfund   | (Basisgrösse) | = 0,5 kg = 500 g         |
| Zentner | = 100 Pfund   | = 50 kg                  |

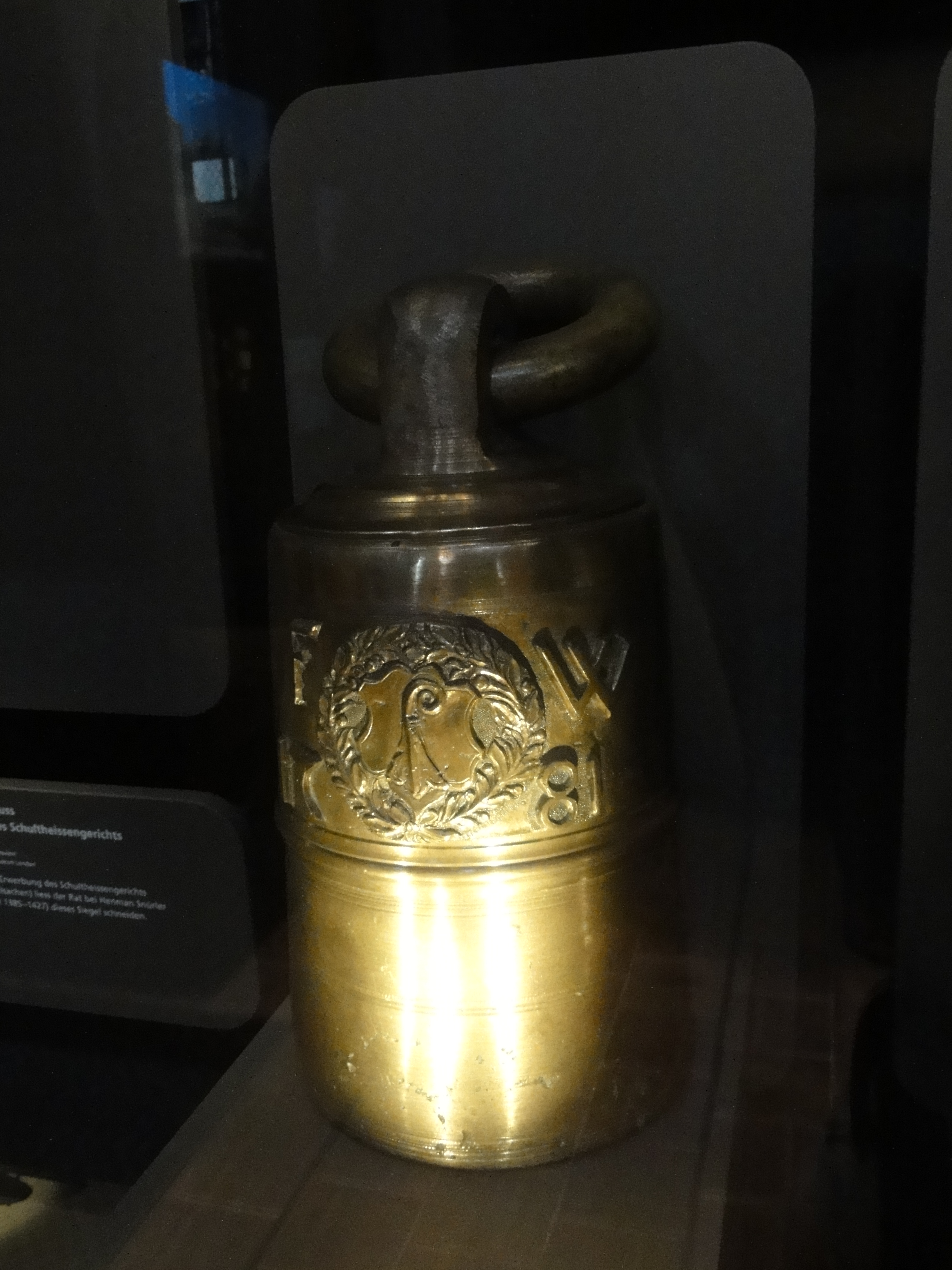
Gewichtsstück, 1781, Bronze, 49,28 kg („Basler Schwer Eisengewicht“)

Das Pfund kann ebenfalls in Zehntel und Hundertstel geteilt werden, die keinen eigenen Namen haben. Das Viertelpfund ist der Vierling.
Heute versteht man in der Schweiz unter einem Zentner wie in Österreich 100 kg.